# Сарафова могила
Сарафовата могила е куполно погребално подмогилно съоръжение в България, община Казанлък, област Стара Загора.
Разкрито е от археолога доц. Георги Китов в рамките на научната експедиция ТЕМП през септември 1995 г.

## Местоположение
Археологическият обект се намира на 400 метра северно от град Крън и на 4,3 км от Казанлък, на 1 км източно от Републикански път I-5 в участъка от Крън към град Шипка.

## Описание
В района на Крън са установени 9 надгробни могили, разположени на север и северозапад от града. През 1965 г. е разкопана и проучена т.нар. Крънска гробница. Тя е открита в южната периферия на могилния насип, входът ѝ излиза непосредствено в периферията на могилата. Гробницата е изключение сред известните в този район. Градежът на съоръжението е небрежен и нестабилен – построена е от ломени камъни, споени с кал. Състои се от правоъгълно преддверие, малък дромос и малка четириъгълна гробна камера. Декоративната ѝ украса се заключава само с фрагменти от оцветена мазилка в коридора на съоръжението. Обектът е датиран от II век пр.н.е.
През 1995 г. в района на града доц. Китов разкопава Сарафовата могила, под която открива куполно подмогилно погребално съоръжение, разглеждано от експедицията като археологически обект с наименование Крън II.
Съоръжението е изградено в южната част на могилния насип и се състои от дромос, дълъг 7 м, който е нетипично широк в сравнение с откритите до този момент в Тракия, и 2 четириъгълни камери. Дромосът е изграден от камък, върху който е нанесена оцветена варова мазилка. Таванът на помещенията също е обработен с варова замазка, боядисана в бяло и бледорозово. Двускатният покрив е покрит с добре изработени, художествено изпълнени плоски и извити керемиди, което според Китов потвърждава предположението, че в Тракия най-първо е въведена керамиката като строителен материал в античния свят. Двете камери са изградени от големи, добре изработени и изпечени тухли. Подовете им са измазани с варова мазилка, а стените – с дебел пласт щукатура, оцветен в хоризонтални пояси от червено, розово, жълто до оранжево, черно и виолетово.
Цветовите пояси са подредени различно в дромоса и всяка една от камерите. От пластичната им подредба и набраздените хоризонтални и вертикални линии по тях стените изглеждат като изградени от полиран мрамор. Оцветяването, особено в централната камера, е отлично запазено и има блестяща повърхност.
Проучване
При разкопаването на подмогилното съоръжение входът към централната гробна камера е открит здраво залостен с масивна каменна врата с гладко фронтално лице и касетиран гръб. Дясната вертикална страна на вратата е запазена, като в двата края (горе и долу вдясно) са оформени 2 цилиндрични издатъка. Долният лежи в издълбано кръгло легло в каменен блок, укрепено с желязо и олово, а горният влиза в широка желязна халка (открита корозирала при разкопките), закрепена в лицевата страна на страницата ѝ с 2 железни клина, заздравени с оловна заливка. Халката, въпреки видимите следи от корозия, е запазена стабилно и след отварянето на вратата все още стои закрепена.
Изкорубеният в древността под на камерата е покрит с тънък слой фина почва още при завършването на градежа. Вляво от входа са открити останки от полуизтлял човешки скелет, като лицевата част на черепа е обърната на север. Независимо че гробницата е разкрита със здраво залостена врата и непокътнат човешки скелет, във вътрешността на гробната камера са открити нищожно количество гробни дарове – 2 богато орнаментирани апликации от дръжки на голям съд, изработени от сребро с позлата, няколко позлатени глинени розети, множество топчета и плодчета от погребален венец, полукълбовидни топчета от стъкло и кристал за инкрустации, люспи злато, части от предмети на въоръжението, 2 сребърни апликации с изображения на розети, релефни линии и глави на грифони върху лицевата страна и халки на обратната, както и други по-незначителни предмети. В ъгъл на помещението са открити 3 отпечатъка от тежки метални съдове, които са опирали в стените, където са останали следи от дръжките им.
В преддверието и насипа на дромоса са открити керамични фрагменти, от които частично е възстановен чернофирнисов кантарос с украса от релефни ръбове по долната половина на тялото и рисуван венец под ръба на устието. В дромоса са открити останките на погребан кон, намерен в пълен анатомичен ред под рухналата мазилка на тавана и част от керемидите, покривали двускатния покрив.
Подмогилното съоръжение под Сарафовата могила е от особен научен интерес, тъй като гробницата е открита от екипа на Георги Китов със солидно залостена врата, но без поставените в нея през древността скъпи дарове. Според Китов е възможно гробната камера да е изиграла роля на хранилище за скъпи вещи, които вероятно в някакъв преломен момент са били изнесени и използвани за закупуване на оръжие, заплащане на наемници или плащане на откуп. Китов не изключва това да е свързано с македонските военни кампании срещу одрисите или с началото на келтското нашествие в Тракия от края на второто десетилетие на III век пр. Хр.
Датиране
Намерените в гробното съоръжение под Сарафова могила археологически находки се датират към края на IV век пр. Хр. Те без съмнение принадлежат към последното погребение в гробницата, която вероятно е построена няколко десетилетия по-рано. Според Георги Китов оцветяването в гробницата е аргумент за съществуването на тракийска школа в античната живопис (чийто център вероятно е разглежданият район), просъществувала в рамките на поне столетие.

## Фотогалерия
- Към гробната камера
- Дромосът
- Към гробните камери
- Пластична украса